# Grzegorz Kuświk
Grzegorz Kuświk (Ostrów Wielkopolski, 23 maggio 1987) è un calciatore polacco, attaccante dell'Ostrów Wielkopolski.